# العلاقات الجنوب إفريقية الروسية
العلاقات الجنوب أفريقية الروسية هي العلاقات الثنائية التي تجمع بين جنوب أفريقيا وروسيا.

## مقارنة بين البلدين
هذه مقارنة عامة ومرجعية للدولتين:
| وجه المقارنة                                              | جنوب أفريقيا | روسيا                                   |
| --------------------------------------------------------- | --- | --------------------------------------- |
| المساحة (كم2)                                             | 1.22 مليون | 17.08 مليون                             |
| عدد السكان (نسمة)                                         | 57.73 مليون | 146.80 مليون                            |
| الكثافة السكانية (ن./كم²)                                 | 47.32 | 8.59                                    |
| العاصمة                                                   | بريتوريا، بلومفونتين، كيب تاون | موسكو                                   |
| اللغة الرسمية                                             | لغة إنجليزية، اللغة الأفريقانية، اللغة النديبلي الجنوبية، اللغة السوثو الشمالية، اللغة السوتية، لغة سوازي، اللغة التسونجا، اللغة التسوانية، اللغة الفيندية، اللغة الكوسية، اللغة الزولوية | اللغة الروسية                           |
| العملة                                                    | راند جنوب أفريقي | روبل روسي                               |
| الناتج المحلي الإجمالي (بليون دولار)                      | 349.42 مليار | 1.58 تريليون                            |
| الناتج المحلي الإجمالي (تعادل القوة الشرائية) بليون دولار | 725.91 مليار | 3.69 تريليون                            |
| الناتج المحلي الإجمالي الاسمي للفرد دولار أمريكي          | 5.72 ألف | 9.09 ألف                                |
| الناتج المحلي الإجمالي للفرد دولار أمريكي                 | 13.05 ألف |                                         |
| مؤشر التنمية البشرية                                      | 0.666 | 0.798                                   |
| رمز المكالمات الدولي                                      | +27 | +7                                      |
| رمز الإنترنت                                              | .za | .ru، .рф، .рус ‏، .su                    |
| المنطقة الزمنية                                           | ت ع م+02:00، أفريقيا/جوهانسبرغ ‏ | Magadan Time ‏، ت ع م+02:00، ت ع م+12:00 |

## مدن متوأمة
في ما يلي قائمة باتفاقيات التوأمة بين مدن جنوب أفريقية وروسية:
- ترتبط جوهانسبرغ مع سانت بطرسبرغ باتفاقية توأمة منذ 1982.
- ترتبط كيب تاون مع سانت بطرسبرغ باتفاقية توأمة منذ 10 نوفمبر 2017.[15][15][15][15]

## منظمات دولية مشتركة
يشترك البلدان في عضوية مجموعة من المنظمات الدولية، منها:
| علم المنظمة | اسم المنظمة                        | تاريخ انضمام جنوب أفريقيا | تاريخ انضمام روسيا |
| ----------- | ---------------------------------- | ------------------------- | ------------------ |
|             | المنظمة الهيدروغرافية الدولية      | ?                         | ?                  |
|             | مجموعة العشرين                     | ?                         | 26 سبتمبر 1999     |
|             | منظمة الشرطة الجنائية الدولية      | ?                         | 27 سبتمبر 1990     |
|             | الاتحاد البريدي العالمي            | ?                         | ?                  |
|             | منظمة التجارة العالمية             | 1995                      | 22 أغسطس 2012      |
|             | الفريق المعني برصد الأرض           | ?                         | ?                  |
|             | مجموعة الموردين النوويين           | ?                         | ?                  |
|             | مؤسسة التنمية الدولية              | 12 أكتوبر 1960            | 16 يونيو 1992      |
|             | مؤسسة التمويل الدولية              | 3 أبريل 1957              | 12 أبريل 1993      |
|             | منظمة حظر الأسلحة الكيميائية       | ?                         | ?                  |
|             | الأمم المتحدة                      | 7 نوفمبر 1945             | 24 أكتوبر 1945     |
|             | الاتحاد الدولي للاتصالات           | 1910                      | 1866               |
|             | البنك الدولي للإنشاء والتعمير      | 27 ديسمبر 1945            | 16 يونيو 1992      |
|             | بريكس                              | 24 ديسمبر 2010            | 16 يونيو 2009      |
|             | وكالة ضمان الاستثمار متعدد الأطراف | 10 مارس 1994              | 29 ديسمبر 1992     |
|             | نظام تحكم تكنولوجيا القذائف        | 1995                      | 1995               |
|             | يونسكو                             | 4 نوفمبر 1946             | 21 أبريل 1954      |

## وصلات خارجية
- موقع وزارة الخارجية الجنوب أفريقية
- موقع وزارة الخارجية الروسية